# 존 로버트 베인
존 로버트 베인 경(영어: Sir John Robert Vane, FRS, 1927년 3월 29일 ~ 2004년 11월 19일)은 영국의 약리학자이다. 1982년에 프로스타글란딘과 관련된 생물학적 활성 물질에 대한 연구로 수네 베리스트룀, 벵트 잉에마르 사무엘손과 함께 노벨 생리학·의학상을 수상했다.

## 수상 경력
- 1977년 : 앨버트 래스커 기초 의학 연구상
- 1982년 : 노벨 생리학·의학상
- 1989년 : 로열 메달

## 회원
- 1974년 : 왕립학회 회원[1]